# Memories (Within Temptation)
"Memories" is een nummer van de Nederlandse band Within Temptation. Het nummer verscheen op hun album The Silent Force uit 2004. Op 31 januari 2005 werd het nummer uitgebracht als de tweede single van het album.

## Achtergrond
"Memories" is geschreven door groepsleden Robert Westerholt, Sharon den Adel en Martijn Spierenburg en geproduceerd door Daniel Gibson. De single werd een succes in een aantal landen, zo bereikte het in onder meer Duitsland, Finland, Oostenrijk en Zwitserland de hitlijsten. In Nederland piekte de single op de elfde plaats in de Top 40 en de achttiende plaats in de Single Top 100, terwijl in de Vlaamse Ultratop 50 plaats 26 als hoogste notering werd bereikt.
In de videoclip van "Memories" keert een oude versie van zangeres Den Adel terug naar haar ouderlijk huis, dat nu te koop staat. Wanneer zij het huis binnenstapt, keert zij terug naar hoe ze eruitzag toen ze jonger was, en ziet het huis eruit zoals zij het zich uit haar jeugd herinnert. Den Adel loopt door het huis en wordt geplaagd door herinneringen van haar voormalige geliefde. Ook zingt zij het nummer met de andere bandleden. Aan het eind van de clip verlaat zij het huis weer en keert alles terug naar de huidige staat: zij is weer een oudere vrouw, en het huis is weer vervallen.

## Hitnoteringen

### Nederlandse Top 40
| Hitnotering: 12-02-2005 t/m 26-03-2005 | Hitnotering: 12-02-2005 t/m 26-03-2005 | Hitnotering: 12-02-2005 t/m 26-03-2005 | Hitnotering: 12-02-2005 t/m 26-03-2005 | Hitnotering: 12-02-2005 t/m 26-03-2005 | Hitnotering: 12-02-2005 t/m 26-03-2005 | Hitnotering: 12-02-2005 t/m 26-03-2005 | Hitnotering: 12-02-2005 t/m 26-03-2005 | Hitnotering: 12-02-2005 t/m 26-03-2005 |
| Week                                   | 1                                      | 2                                      | 3                                      | 4                                      | 5                                      | 6                                      | 7                                      |                                        |
| -------------------------------------- | -------------------------------------- | -------------------------------------- | -------------------------------------- | -------------------------------------- | -------------------------------------- | -------------------------------------- | -------------------------------------- | -------------------------------------- |
| Nummer                                 | 14                                     | 12                                     | 11                                     | 15                                     | 15                                     | 22                                     | 40                                     | uit                                    |

### Single Top 100
| Hitnotering: 05-02-2005 t/m 23-04-2005 | Hitnotering: 05-02-2005 t/m 23-04-2005 | Hitnotering: 05-02-2005 t/m 23-04-2005 | Hitnotering: 05-02-2005 t/m 23-04-2005 | Hitnotering: 05-02-2005 t/m 23-04-2005 | Hitnotering: 05-02-2005 t/m 23-04-2005 | Hitnotering: 05-02-2005 t/m 23-04-2005 | Hitnotering: 05-02-2005 t/m 23-04-2005 | Hitnotering: 05-02-2005 t/m 23-04-2005 | Hitnotering: 05-02-2005 t/m 23-04-2005 | Hitnotering: 05-02-2005 t/m 23-04-2005 | Hitnotering: 05-02-2005 t/m 23-04-2005 | Hitnotering: 05-02-2005 t/m 23-04-2005 | Hitnotering: 05-02-2005 t/m 23-04-2005 |
| Week                                   | 1                                      | 2                                      | 3                                      | 4                                      | 5                                      | 6                                      | 7                                      | 8                                      | 9                                      | 10                                     | 11                                     | 12                                     |                                        |
| -------------------------------------- | -------------------------------------- | -------------------------------------- | -------------------------------------- | -------------------------------------- | -------------------------------------- | -------------------------------------- | -------------------------------------- | -------------------------------------- | -------------------------------------- | -------------------------------------- | -------------------------------------- | -------------------------------------- | -------------------------------------- |
| Nummer                                 | 23                                     | 18                                     | 23                                     | 29                                     | 24                                     | 38                                     | 54                                     | 59                                     | 59                                     | 61                                     | 72                                     | 85                                     | uit                                    |

### NPO Radio 2 Top 2000
| Nummer met noteringen in de NPO Radio 2 Top 2000 | '22  | '23  | '24  |
| ------------------------------------------------ | ---- | ---- | ---- |
| Memories                                         | 1647 | 1874 | 1644 |

1. ↑  Een vetgedrukt getal geeft de hoogste notering aan.
2. ↑  2022 was het eerste jaar met een notering voor dit nummer.